# Jo Deuk-jun
Jo Deuk-jun (조득준?; Pyongyang, 1915 – 6 febbraio 1958) è stato un cestista e allenatore di pallacanestro sudcoreano.

## Carriera
Con la Corea del Sud ha disputato i Giochi olimpici di Londra 1948.